# Toshiyuki Arakaki
Toshiyuki Arakaki (新垣敏之?, Arakaki Toshiyuki; Okinawa, 17 febbraio 1965) è un pilota motociclistico giapponese ritiratosi dall'attività agonistica.

## Carriera
Per quanto riguarda le competizioni del motomondiale, dopo aver partecipato guidando una Honda per due volte quale wild card al Gran Premio motociclistico del Giappone della classe 250 nelle edizioni del 1990 e del 1991, nel motomondiale 1992 passa alla classe 500 e compete per tutta la stagione, iniziandola in sella ad una Yamaha per poi portarla a termine con una ROC Yamaha.
Anche l'anno successivo compete in alcuni gran premi sempre con la ROC Yamaha per poi passare, nel 1995 alla guida di una Harris Yamaha del team Padgetts Racing e concludere le sue partecipazioni alla rassegna iridata nel 1996 guidando in una sola stagione tre modelli di motociclette differenti (Harris Yamaha, Yamaha e Paton).
Oltre che nel motomondiale, dal 1993 al 1995 ha gareggiato nel campionato mondiale Superbike sempre come wild card solo al gran premio stagionale in Giappone a Sugo ottenendo, come miglior risultato, un sesto posto ina gara due il primo anno.
Terminato il periodo di partecipazione alle competizioni di rango mondiale rientra in ambito nazionale gareggiando fino al 2010 nel campionato giapponese in varie categorie quali: Supersport, Superbike e Superstock 600.

## Risultati in gara

### Motomondiale
| 1990 | Classe | Moto  |     |  |  |  |  |  |  |  |  |  |  |  |  |  |  | Punti | Pos. |
| ---- | ------ | ----- | --- |  |  |  |  |  |  |  |  |  |  |  |  |  |  | ----- | ---- |
| 1990 | 250    | Honda | Rit |  |  |  |  |  |  |  |  |  |  |  |  |  |  | 0     |      |

| 1991 | Classe | Moto  |    |  |  |  |  |  |  |  |  |  |  |  |  |  |  | Punti | Pos. |
| ---- | ------ | ----- | -- |  |  |  |  |  |  |  |  |  |  |  |  |  |  | ----- | ---- |
| 1991 | 250    | Honda | 15 |  |  |  |  |  |  |  |  |  |  |  |  |  |  | 1     | 38º  |

| 1992 | Classe | Moto                |    |    |    |    |    |    |     |    |     |    |    |    |    |  |  | Punti | Pos. |
| ---- | ------ | ------------------- | -- | -- | -- | -- | -- | -- | --- | -- | --- | -- | -- | -- | -- |  |  | ----- | ---- |
| 1992 | 500    | Yamaha e ROC Yamaha | NQ | 16 | 13 | 18 | 15 | 14 | Rit | 13 | Rit | 10 | 10 | 14 | 11 |  |  | 2     | 26º  |

| 1993 | Classe | Moto       |    |    |    |  |  |  |  |  |  |  |  |  |  |  |  | Punti | Pos. |
| ---- | ------ | ---------- | -- | -- | -- |  |  |  |  |  |  |  |  |  |  |  |  | ----- | ---- |
| 1993 | 500    | ROC Yamaha | 23 | 23 | 12 |  |  |  |  |  |  |  |  |  |  |  |  | 4     | 33º  |

| 1995 | Classe | Moto          |  |  |   |  |    |  |  |   |    |  |  |  |  |  |  | Punti | Pos. |
| ---- | ------ | ------------- |  |  | - |  | -- |  |  | - | -- |  |  |  |  |  |  | ----- | ---- |
| 1995 | 500    | Harris Yamaha |  |  | 8 |  | NP |  |  | 9 | 11 |  |  |  |  |  |  | 20    | 20º  |

| 1996 | Classe | Moto                          |    |    |    |    |     |    |     |    |  |  |  |  |  |     |    | Punti | Pos. |
| ---- | ------ | ----------------------------- | -- | -- | -- | -- | --- | -- | --- | -- |  |  |  |  |  | --- | -- | ----- | ---- |
| 1996 | 500    | Harris Yamaha, Yamaha e Paton | 17 | 17 | 14 | 17 | Rit | 15 | Rit | NP |  |  |  |  |  | Rit | 15 | 4     | 25º  |

| Legenda | 1º posto        | 2º posto            | 3º posto            | A punti      | Senza punti        | Grassetto – Pole position Corsivo – Giro più veloce |
| Legenda | Gara non valida | Non qual./Non part. | Ritirato/Non class. | Squalificato | '-' Dato non disp. | Grassetto – Pole position Corsivo – Giro più veloce |

### Campionato mondiale Superbike
| 1993 | Moto   |  |  |  |  |  |  |  |  |  |  |  |  |  |  |  |  |    |   |  |  |  |  |  |  |  |  | Punti | Pos. |
| ---- | ------ |  |  |  |  |  |  |  |  |  |  |  |  |  |  |  |  | -- | - |  |  |  |  |  |  |  |  | ----- | ---- |
| 1993 | Ducati |  |  |  |  |  |  |  |  |  |  |  |  |  |  |  |  | 11 | 6 |  |  |  |  |  |  |  |  | 15    | 32º  |

| 1994 | Moto   |  |  |  |  |  |  |  |  |  |  |  |  |     |     |  |  |  |  |  |  |  |  |  |  |  |  | Punti | Pos. |
| ---- | ------ |  |  |  |  |  |  |  |  |  |  |  |  | --- | --- |  |  |  |  |  |  |  |  |  |  |  |  | ----- | ---- |
| 1994 | Ducati |  |  |  |  |  |  |  |  |  |  |  |  | Rit | Rit |  |  |  |  |  |  |  |  |  |  |  |  | 0     |      |

| 1995 | Moto  |  |  |  |  |  |  |  |  |  |  |  |  |  |  |  |  |    |    |  |  |  |  |  |  |  |  | Punti | Pos. |
| ---- | ----- |  |  |  |  |  |  |  |  |  |  |  |  |  |  |  |  | -- | -- |  |  |  |  |  |  |  |  | ----- | ---- |
| 1995 | Honda |  |  |  |  |  |  |  |  |  |  |  |  |  |  |  |  | 22 | 25 |  |  |  |  |  |  |  |  | 0     |      |

| Legenda | 1º posto        | 2º posto            | 3º posto           | A punti      | Senza punti        | Grassetto – Pole position Corsivo – Giro più veloce |
| Legenda | Gara non valida | Non qual./Non part. | Ritirato/Non class | Squalificato | '-' Dato non disp. | Grassetto – Pole position Corsivo – Giro più veloce |